# Мартемьянов, Исай
Исай Мартемьянов (погиб в 1625) — войсковой атаман Войска Донского (1620—1625).

## Биография
Осенью 1620 года донские казаки отстранили от атаманства Епифана Родилова, обвиненного в провале весеннего морского похода под руководством атамана Шалыгина, в бездействии при строительстве турками башен на Каланче и засыпке Мёртвого Донца. Новым войсковым атаманом был избран на кругу Исай Мартемьянов.
Исай Мартемьянов организовывал и руководил успешными морскими и сухопутными походами донских казаков на Азов, на Анатолийское побережье Черного моря, в Крым.
В 1623 году атаман Исай Мартемьянов возглавил крупный военный поход на побережья Крыма и Турции. 30 донских стругов с более чем 1000 казаков вышли в море. Донские казаки разорили побережье Крыма и Тамани. В это время большая флотилия запорожских казаков из 100 чаек с 6000 тысячами человек опустошала другое побережье Крыма. Соединившись в заранее обусловленном месте, донские и запорожские казаки отправились к берегам Порты, где разорили предместья Стамбула и даже сожгли два квартала в самой османской столице. Союзники захватили огромную добычу, разделись и стали возвращаться на родину. Османский султан отправил в погоню за казаками свой флот. Донские казаки смогли ускользнуть от турецкого флота, но запорожцы в неравном бою с превосходящими силами противника лишились многих чаек.
Исай Мартемьянов, сообщая о военном походе против турок и татар, писал в Москву в грамоте от 23 июня 1623 года, что после заключения в 1622 году мира, азовцы «… задоры и многие обиды чинили, под городки приходили и многих казаков побили и лошадей, и всякую животину отгоняли и, сговорясь с нагайцами, перелезши Дон, под Азовом … и с многими крымскими людьми пошли на твои государевы украины».
В 1625 году после неудачного штурма турецкого города Трапезунд Исай Мартемьянов погиб в ссоре с запорожцами.